# ترینیتا
ترینیتا (به ایتالیایی: Trinità) یک کومونه در ایتالیا است که در استان کونیو واقع شده‌است.

## خصوصیات
ترینیتا ۲۸٫۲ کیلومترمربع مساحت و ۲٬۱۱۶ نفر جمعیت دارد و ۳۸۳ متر بالاتر از سطح دریا واقع شده‌است.